# Ti-Cul Tougas
Pour plus de détails, voir Fiche technique et Distribution.
Ti-Cul Tougas est un film québécois de Jean-Guy Noël tourné en 1975 et sorti en 1976. Le film met en vedette Micheline Lanctôt, Suzanne Garceau, Gilbert Sicotte et Claude Maher. Il s'agit du quatrième long-métrage du cinéaste.

## Synopsis
Aux Îles-de-la-Madeleine, quatre jeunes Montréalais rêvent de partir pour la Californie. Ils volent le montant de la subvention qu'ils viennent de recevoir. Rémi « Ti-Cul » Tougas est accompagné de ses copines Odette et Gilberte et de son ami Martin. Ce jeune homme n'est pas conscient de grand-chose et se trouve emporté par le sens de l'aventure. Tout ce qui lui importe, c'est une utopie, c'est un cliché : la Californie.

## Fiche technique
- Titre : Ti-Cul Tougas
- Réalisation : Jean-Guy Noël
- Scénario : Jean-Guy Noël
- Photographie : François Beauchemin
- Musique : Georges Langford
- Costumes : Mickie Hamilton
- Montage : Marthe de la Chevrotière
- Production : Marc Daigle et René Gueissaz
- Année de la production : 1975
- Sociétés de production : Association coopérative de productions audio-visuelles (ACPAV)
- Distribution : Cinéma Libre
- Langues : français
- Format : Technique en couleur Technicolor au 2,35:1
- Son : monophonique (Westrex Recording System) sur 35 mm.
- Pays :  Canada ( Québec)
- Lieux de tournage : Îles-de-la-Madeleine, au Québec
- Durée : 83 minutes
- Genre : Comédie dramatique
- Date de sortie : Québec : 8 octobre 1976

## Distribution
- Micheline Lanctôt : Odette
- Suzanne Garceau : Gilberte
- Gilbert Sicotte : Martin
- Claude Maher : Rémi « Ti-Cul » Tougas
- Gabriel Arcand : Voyou
- Robert Maltais : Voyou
- Pierre Guénette : Voyou
- Jean-Louis Millette : Rôle inconnu
- Louise Forestier : Voisine de Gilberte
- Guy L'Écuyer : Voisin de Gilberte
- Robert Leclerc : Jean-Marc
- Georges Langford : Gars des îles
- Bobby Hachey : Chanteur country
- Jacques L'Heureux : Ambulancier
- Jean-Pierre Piché : Médecin
- Jean-Denis Leduc : Policier